# 둔산도서관
둔산도서관은 대전광역시 서구 둔산동 소재의 구립 도서관이다.

## 연혁
- 2005. 09. 23 둔산도서관 착공
- 2007. 04. 10 둔산도서관 준공
- 2007. 06. 01 둔산도서관 개관

## 시설현황
- 지하1층: 주차장, 기계실
- 1층: 어린이자료실, 어린이열람실, 교구(장난감)놀이방
- 2층: 도서전자실, 문화행사실, 행정실, 전산실, 관장실, 휴게실
- 3층: 열람실, 시청각실
- 4층: 하늘공원

## 이용 안내

### 휴관일
- 정기 휴관일 : 매주 월요일
- 법정 휴관일 : 국경일, 정부에서 정한 공휴일
- 임시 휴관일 : 도서관 사정으로 인한 휴관하는 날